# Philippe Ermenault
Pour les articles homonymes, voir Ermenault.
Philippe Ermenault est un coureur cycliste sur piste français, né le 29 avril 1969 à Flixecourt (Somme). Spécialiste de la poursuite, il a été champion du monde de poursuite individuelle en 1997 et 1998, et champion olympique de poursuite par équipes aux Jeux olympiques de 1996 à Atlanta. Son fils Corentin est également coureur cycliste.

## Biographie
Philippe Ermenault commence le cyclisme à l'âge de quinze ans après avoir pratiqué le judo.
En 1989, il obtient son premier titre de champion de France. Il bénéficie du statut de sportif de haut niveau au sein d'EDF-GDF à partir de 1992. Il dispute cette année-là ses premiers Jeux olympiques, à Barcelone. Il s'y classe cinquième de la poursuite individuelle et onzième de la poursuite par équipes.
En 1993, il obtient sa première médaille en championnat du monde en prenant la deuxième place de la poursuite individuelle à Hamar, en Norvège, où il est battu en finale par Graeme Obree.
Il remporte le titre olympique de la poursuite par équipe aux Jeux d'Atlanta, en 1996. L'équipe de France, composée de Philippe Ermenault, Jean-Michel Monin, Francis Moreau et Christophe Capelle, bat le record olympique à deux reprises durant ce tournoi, l'établissant à 4 min 5 s 930 en finale. En poursuite individuelle, Ermenault est battu en finale par Andrea Collinelli et obtient la médaille d'argent. 
En 1997, il devient champion du monde de poursuite individuelle, à Perth. Il conserve son titre l'année suivante au vélodrome de Bordeaux.
Il met fin à sa carrière à l'issue des Jeux olympiques de Sydney en 2000 et devient cartographe au sein d'EDF-GDF. Il est également pilote de moto lors de certaines courses organisées par la Société du Tour de France.
Des rues portent son nom à Flixecourt, depuis 2001, et Picquigny. Il a également reçu la médaille d'or de cette dernière commune,.

## Palmarès sur piste

### Jeux olympiques
- Barcelone 1992
  - 5e de la poursuite individuelle
  - 11e de la poursuite par équipes
- Atlanta 1996
  -  Champion olympique de poursuite par équipes (avec Jean-Michel Monin, Francis Moreau et Christophe Capelle)
  -  Médaillé d'argent de la poursuite individuelle
- Sydney 2000
  - 4e de la poursuite par équipes

### Championnats du monde
- Hamar 1993
  -  Médaillé d'argent de la poursuite individuelle
- Manchester 1996
  -  Médaillé d'argent de la poursuite par équipes
- Perth 1997
  -  Champion du monde de poursuite individuelle
  -  Médaillé de bronze de la poursuite par équipes
- Bordeaux 1998
  -  Champion du monde de poursuite individuelle
- Berlin 1999
  -  Médaillé d'argent de la poursuite par équipes

### Coupe du monde
- 1995
  - 1er de la poursuite individuelle à Tokyo
  - 1er de la poursuite par équipes à Adélaïde
  - 1er de la poursuite par équipes à Tokyo
  - 2e de la poursuite individuelle à Adélaïde
  - 3e de la poursuite individuelle à Cottbus
- 1997
  - 2e de la poursuite individuelle à Athènes
  - 3e de la poursuite par équipes à Athènes
- 1998
  - 3e de la course aux points à Berlin
- 1999
  - Classement général de la poursuite par équipes
  - 1er de la poursuite par équipes à Mexico (avec Cyril Bos, Damien Pommereau et Francis Moreau)
  - 2e de la poursuite par équipes à San Francisco
- 2000
  - 3e de la poursuite par équipes à Moscou
  - 3e de la poursuite individuelle à Mexico
  - 3e de la poursuite par équipes à Mexico

### Championnats de France
| - 1989 - Champion de France de poursuite amateurs - 1991 - Champion de France de poursuite amateurs - 1992 - Champion de France de poursuite - 1993 - Champion de France de poursuite - 1994 - Champion de France de poursuite - 1995 - Champion de France de poursuite - 1996 - Champion de France de poursuite - Champion de France de la course aux points | - 1997 - Champion de France de poursuite - Champion de France de la course aux points - 1998 - 2e de la poursuite - 1999 - Champion de France de poursuite - 2000 - 2e de la course aux points - 3e de la poursuite - 3e de la poursuite par équipes |

### Records
- Recordman du monde des 4 kilomètres : 1993
- Record olympique du 4 kilomètres de poursuite par équipes départ arrêté : 4 min 05 s 930, le 27 juillet 1996 à Atlanta.

### Open des Nations
- Open des Nations : 1991, 1993, 1994, 1995, 1996, 1997, 1998 et 1999

## Palmarès sur route
- 1987
  - 3e du championnat de France sur route juniors
- 1990
  - 1reb étape du Tour de Bavière (contre-la-montre)
  - Prologue du Tour de la Somme[6]
  - 3e du Tour de la Somme[6]
- 1995
  - 5e étape du Circuit berrichon (contre-la-montre)